# Palazzo Sciarra Colonna di Carbognano
Palazzo Sciarra Colonna di Carbognano è un palazzo romano, che si affaccia su un tratto di via del Corso noto in passato come piazza di Sciarra.

## Storia
L'attuale palazzo fu costruito sul luogo di un precedente fabbricato ceduto nel 1538 da una Vittoria Colonna erede del ramo di Zagarolo a Stefano e Alessandro Colonna membri del medesimo ramo di Palestrina, verso la fine del XVI secolo per la famiglia Colonna di Sciarra principi di Carbognano, su presunto progetto di Flaminio Ponzio (1560-1613) dove un tempo erano le abitazioni del ramo dei Colonna di Palestrina detti di Sciarra della Colonna adiacenti alla chiesa di San Marcello al Corso. 
Il complesso era inizialmente costituito da un palazzo "maggiore" e un "palazzetto" o palazzo "vecchio". appartenuti a due rami della famiglia Sciarra; quest'ultimo già ricostruito a seguito di un incendio nel 1788, venne abbattuto sul finire del secolo XIX per la realizzazione della via Marco Minghetti.
Nel 1875 il palazzo maggiore fu oggetto di una profonda trasformazione che interessò tutta l'area su cui sorgeva e comportò la regolarizzazione del cortile ad opera in un primo tempo dell'architetto Francesco Settimi. Le opere di riqualificazione furono proseguite da Giulio De Angelis. Le decorazioni degli interni, oltre che della Galleria, vennero affidate a Giuseppe Cellini. 
Nel 1898 a seguito del fallimento del principe Maffeo di Sciarra, che comportò la dismissione in gran parte illegittima nel 1891-1892 di una ricca collezione di dipinti e sculture posta al primo piano dell'edificio e risalente al XVI secolo e già ritenuta una delle più importanti della città, il palazzo venne messo all'asta e acquistato dal Credito Fondiario della Cassa di Risparmio delle provincie lombarde. Dopo diversi passaggi ad altri Istituti, nel 1969 venne acquistato dalla Cassa di Risparmio di Roma e quindi al Gruppo Unicredit.
L'archivio della famiglia Colonna del ramo di Palestrina che vi era conservato, venne ceduto nel 1913 alla Biblioteca Apostolica Vaticana. Il palazzo, cui furono accorpati il Teatro Quirino e la Galleria Sciarra fatti realizzare nel XIX secolo dal principe Maffeo, è ora sede della Fondazione Roma.

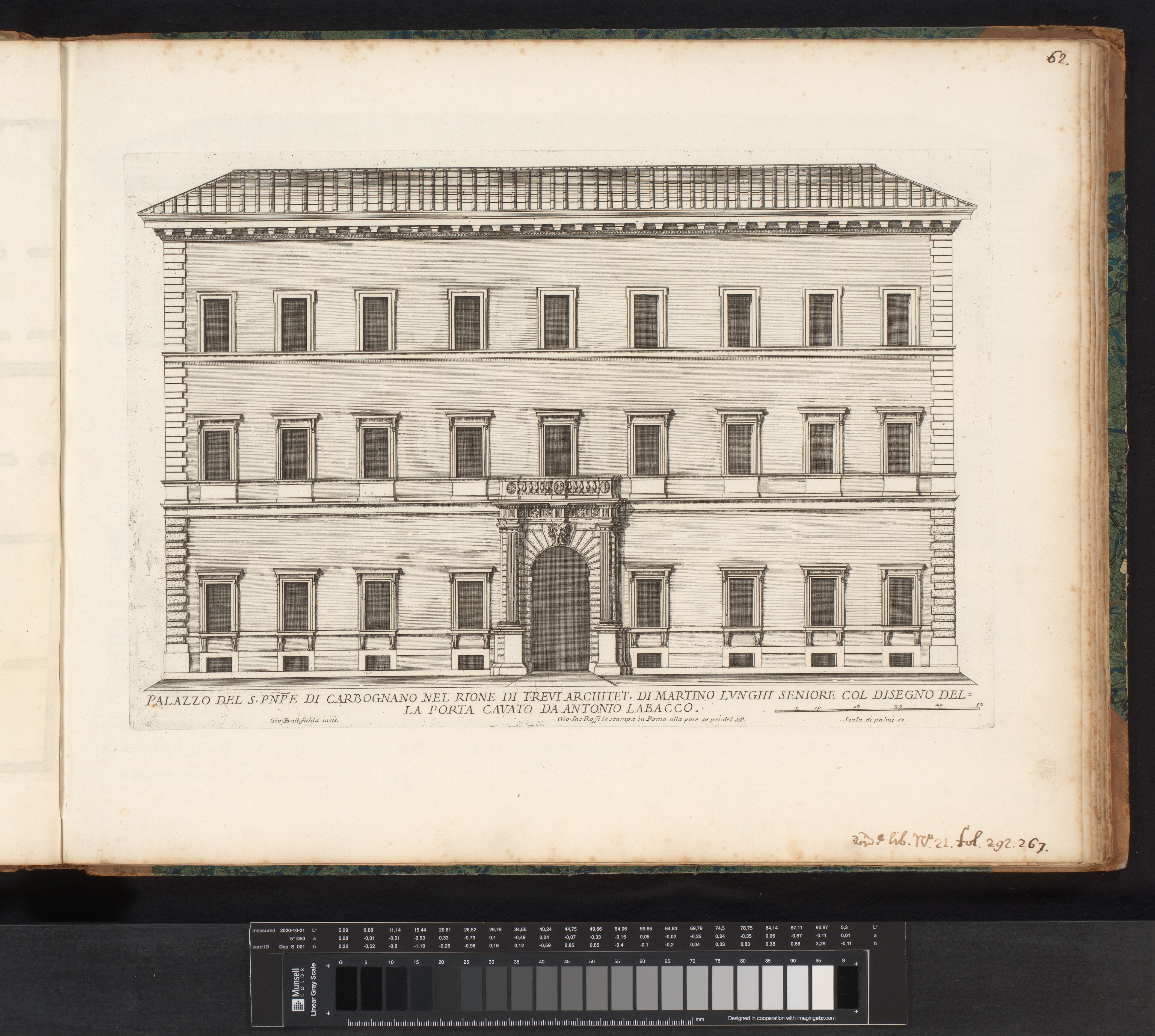
Facciata
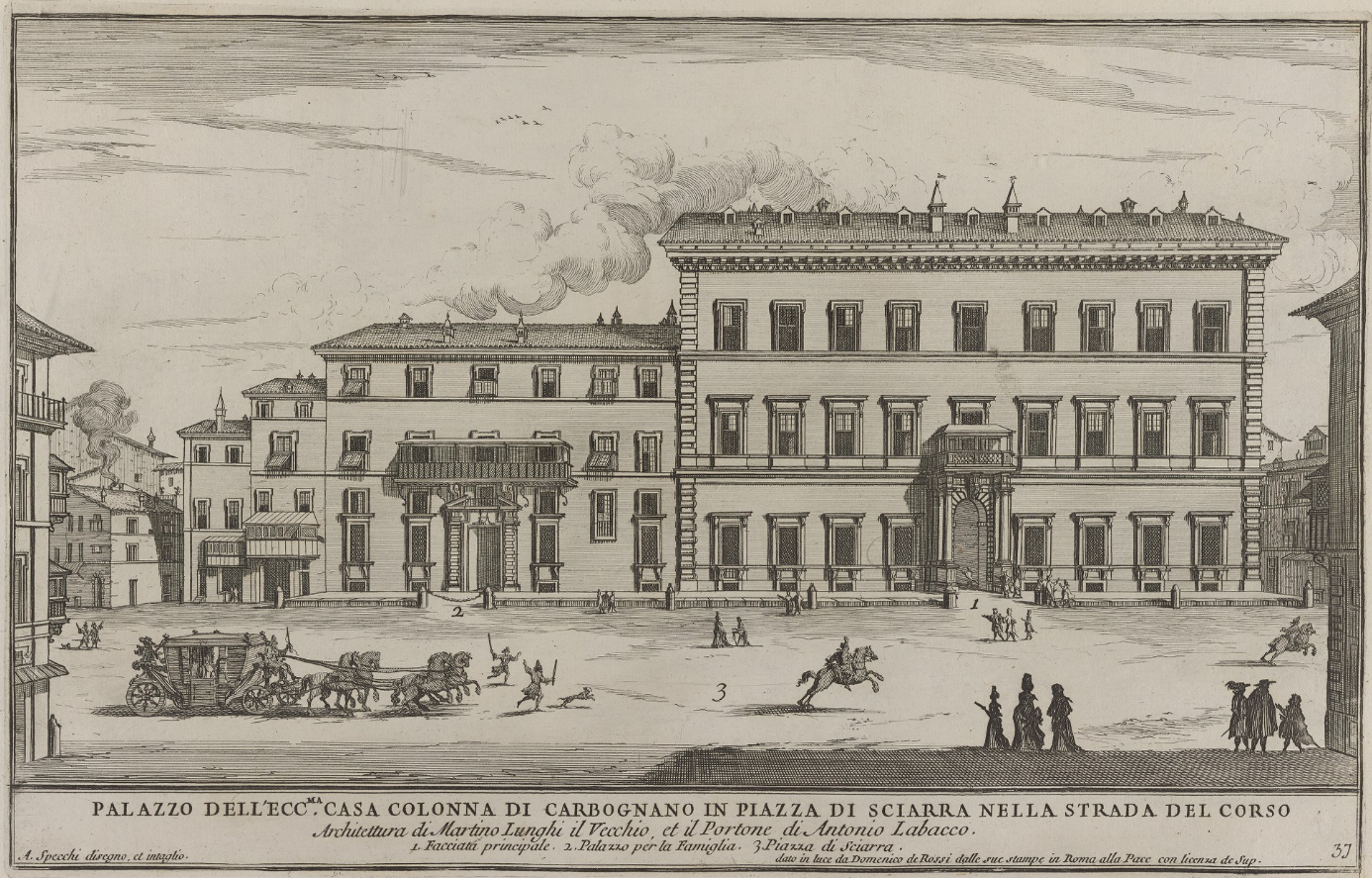
Facciate dei palazzi Sciarra nella stampa di Alessandro Specchi
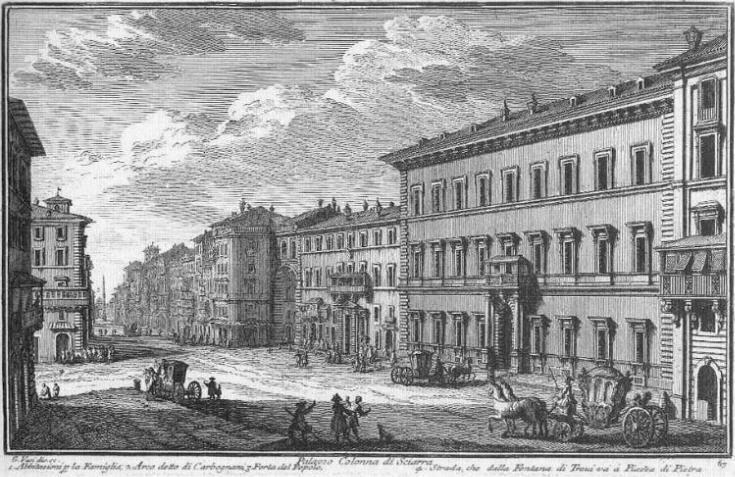
Palazzi Sciarra nella stampa di Giuseppe Vasi con l'Arco di Carbognano
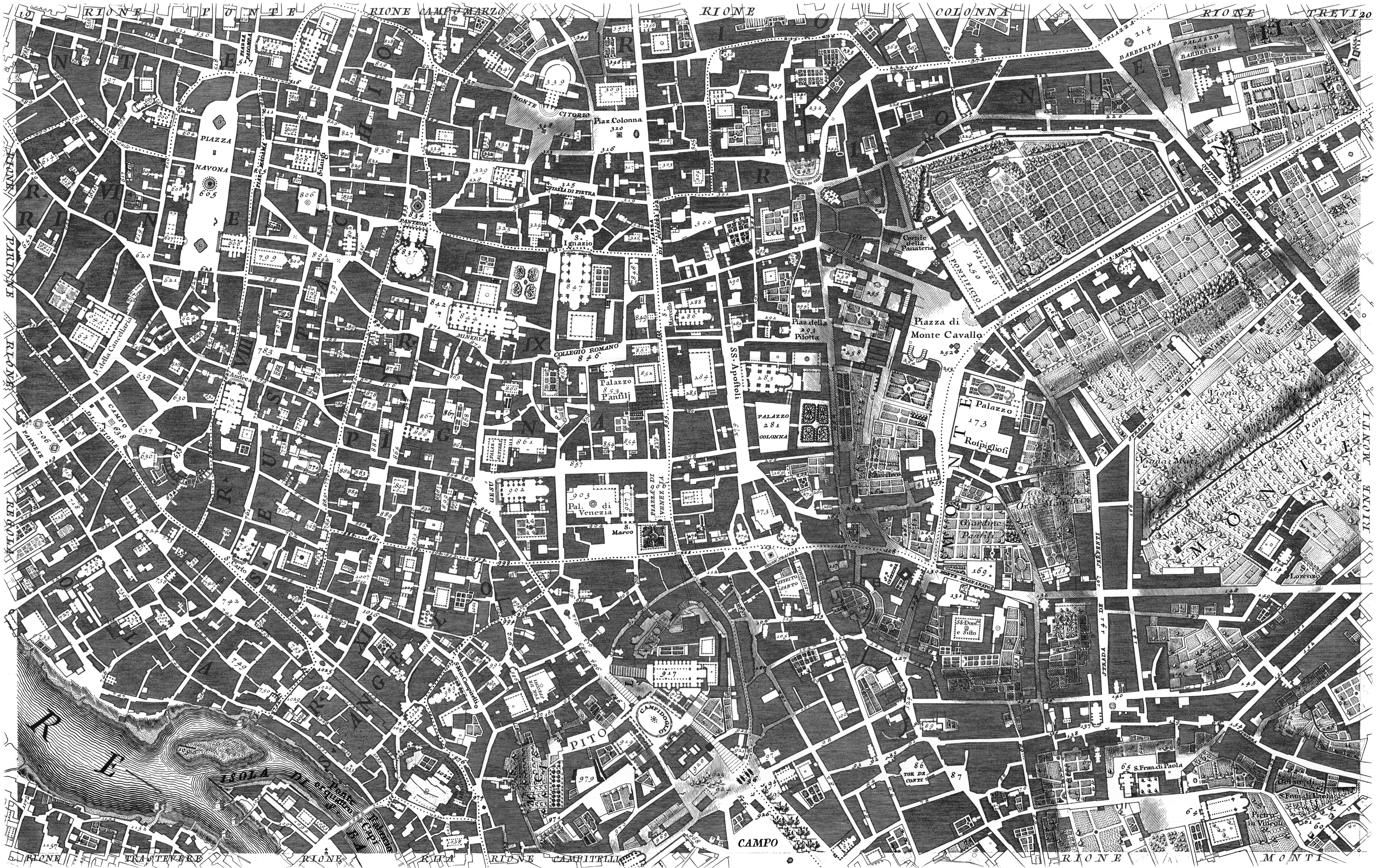
Al n.300 il Palazzo Sciarra nella Pianta di Roma di G.B. Nolli

## Descrizione

Particolare del portone di Carbognano

Al numero 239 la sobria facciata, lodata da Francesco Milizia, attribuita a Martino Longhi il Vecchio, resa ancora più imponente dalle dimensioni della piazza antistante, presenta un alto portale famoso per essere citato come il portale di Carboniani tra le cosiddette quattro meraviglie di Roma, in quanto il popolo credeva che fosse un unico monolitico pezzo di marmo scolpito. L'autore di questa opera, realizzata molto probabilmente per celebrare l'elevazione avvenuta nel 1571 del feudo di Palestrina a principato per Giulio Cesare Colonna di Sciarra è tuttora incerto; l'ipotesi più accreditata, eslcudendo Flaminio Ponzio che giunse a Roma nel 1585 quando l'opera doveva essere in gran parte realizzata, fa riferimento ad Antonio Labacco o ad un architetto dell'ambito di Antonio da Sangallo il Giovane
All'estremità nord del palazzo era annesso il noto Arco di Carbognano, costruito probabilmente dal principe Giulio Cesare Colonna di Sciarra nel XVIII secolo e che dava accesso a via delle Muratte. L'arco fu abbattuto nel XIX secolo.
All'interno alcuni ambienti, come la Libreria e il Gabinetto degli Specchi, furono realizzati in stile rococò da Luigi Vanvitelli per il cardinale Prospero Colonna di Sciarra
Nel 1641 nelle immediate adiacenze del palazzo durante degli scavi per lavori edilizi, vennero ritrovati i resti dell'arco di Claudio parte integrante dell'acquedotto dell'Acqua Virgo di cui rimanevano alcuni resti nei sotterranei del palazzo venuti alla luce nel 1897.